# Maximilian von Gise
Freiherr Maximilian Joseph August Philipp Reinhard von Gise (* 8. Juli 1817 in Brüssel; † 7. Juli 1890 in Teublitz) war der älteste Sohn des bayerischen Ministers des königlichen Hauses und des Äußern (1832–1846) Friedrich August Freiherr von Gise und seiner Frau Franziska, geb. Bertrand de St. Remy Gräfin de La Perouse. Er wurde in Brüssel geboren, als sein Vater dort als bayerischer Gesandter in den Niederlanden tätig war.
Später wurde Maximilian von Gise selbst bayerischer Gesandter an den königlich sächsischen und den herzoglich-sächsischen Höfen in Dresden. Am 31. Juli 1847 heiratete er in München Anna Amalie Gräfin Tascher de La Pagerie (* 1. Februar 1816 in München; † 28. September 1897 in Arnstorf in Niederbayern). Mit ihr hatte er zwei Kinder, August Freiherrn von Gise und Maria Freiin von Gise, verh. Gräfin von Deym.
Im oberpfälzischen Teublitz, wo das Schloss der Familie stand, initiierte Maximilian von Gise 1870 die Gründung der heute noch bestehenden Freiwilligen Feuerwehr. Nach seinem Tod wurde er in der Familiengruft in Saltendorf an der Naab bestattet.